# Hidrastis
Hidrastis (Hydrastis canadensis) és una petita espècie de planta nativa dels boscos dels Estats Units i el Canadà. D'aquesta planta medicinal, s'utilitza el rizoma i les arrels. Les seves arrels i rizomes van ser utilitzades tradicionalment pels indis cherokee com a planta medicinal tònica (aplicada sobre els ulls irritats) i estomacal, per a úlceres en general. També la varen utilitzar com a pintura per la cara i com a colorant de teixits. Aquests indis van transmetre aquests coneixements als primers colonitzadors europeus, i avui dia està present en nombroses farmacopees europees. L'arrel i el rizoma d'Hydrastis canadensis és una de les drogues més populars, ocupant el quart lloc en vendes de plantes medicinals dels Estats Units. Tant és així que s'ha explotat molt la recol·lecta de rizomes. La recol·lecció de rizomes i d'arrels es duu a terme a la tardor en plantes de tres anys. Es cultiva principalment a Amèrica del Nord i a Europa. Segons la CITES (Convenció sobre el comerç Internacional d'espècies amenaçades de Fauna i Flora Silvestres), la hidrastis és una planta amb perill d'extinció, i la seva recol·lecció està restringida.
Hydrastis deriva de dos vocables grecs, i significa "aconsegueix l'aigua". És probable que la denominació d'aquesta planta prové dels seus efectes sobre les membranes mucoses. Els noms populars en diferents idiomes són:

## Morfologia
És una planta herbàcia i vivaç. Fa uns 40 - 50 cm d'alçada. El rizoma i l'arrel és perenne, axonomorfa i herbàcia. Està acompanyat d'arrels molt llargues, primes i filiformes. El rizoma és cilíndric, d'1-5 cm de longitud i de 0,5 a 1 cm de gruix. Està format per molts nusos i està cobert de cicatrius, que provenen de la inserció de tiges aèries i arrels. Té un color groc fosc característic (d'aquí ve el nom de "sello de oro" en castellà), i conté moltes fibres llargues amb estolons al seu interior. Té un gust amarg i una olor poc notable. La tija fa la seva aparició a la primavera. És herbàcia i té forma erecta i cilíndrica. Amb el temps es torna de color porpra i pot arribar als 25 cm d'alçada. Presenta només dues fulles en l'extrem de la tija i presenten diferències anatòmiques entre elles. La fulla superior és sèssil i petita, i la fulla inferior és peciolada i més gran que la primera. Les dues tenen en comú que són palmatisectes, amb 7 lòbuls, i amb un marge serrat i són pubescents. Són de color verd fosc, alternes, cordades en la base de la tija.
Aquesta planta presenta una inflorescència terminal acabades amb una única flor. Les flors són petites, solitàries i terminals, amb el periant diferenciat, de color blanc rosat, situat sobre un peduncle de 3 cm. Són trimèriques, i tenen un calze amb 3 sèpals petaloides, àmpliament ovalats, de color blanc verdós, i cauen quan s'obren les flors. La corol·la amb 3 pètals de color blanc rosat o verdós. Posseeix nombrosos estams, característics perquè són més llargs que els pistils.
El fruit s'assembla a una baia de color vermell i consisteix en dues drupes carnoses que contenen força llavors brillants, semblants a les del gerd. Les llavors són negres, ovades i polides, i presenten un petit embrió a la seva base.

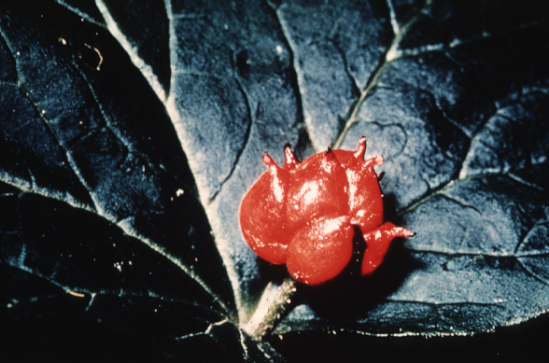
Hydrastis canadensis, el fruit s'assembla a una baia, i és de color vermell intens.

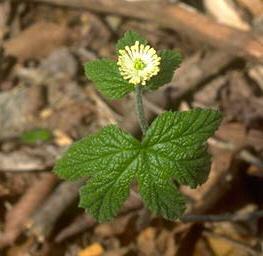
Hydrastis canadensis, visió general de la planta. Podem apreciar la flor amb dues fulles palmatisectes.

## Composició química
- Alcaloides del tipus bencilisoquinoleínic: Hidrastina (composició 1,5-4%, es trenca en àcid opiànic i hidrastinina), berberina (0,5-6%), canadina (0,5%), berbasterina i tetrahidroprotoberberina
- Altres substàncies: 
  - àcids fenòlics derivats de l'àcid cinàmic: àcid clorogènic.
  - àcids grassos (75% insaturats i 25% saturats)
  - fitoesterol
  - resines
  - lignina
  - Oli essencial (traces).

## Accions farmacològiques / propietats
Abans d'introduir-se a Europa, s'utilitzava com a estomacal i laxant suau, així com per al tractament de processos infecciosos digestius i urogenitals.
Segons la farmacopea, es considera que la droga té les següents accions:
- Hemostàtica i flebotònica.
- Sistema digestiu: efecte tònic.
- Acció antibiòtica. Comprovat in vitro sobre Staphylococcus aureus, Escherichia coli i Bacillus anthracis.
- Hipertensor
- Sistema nerviós central: efecte depressor general, degut a la hidrastina.

La hidrastina i la hidrastinina actuen com a vasoconstrictors central, hemostàtic, hipertensor i oxitòcic, augmentant el to i les contraccions del to uterí.
També és un amarg alcalòidic, amb propietats d'aperitiu-eupèptic (estimula la funció digestiva després dels àpats).
La berberina s'absorbeix molt poc al torrent sanguini i no és útil per a infeccions sistèmiques. Es fa servir per: infeccions intestinals bacterianes o parasitàries, infeccions bucofaríngies i respiratòries, infeccions urogenitals i infeccions oculars per tracoma.

### Toxicitat
- Sobredosi. En cas de sobredosi, es produeix un quadre caracteritzat per convulsions, relaxació gastrointestinal, dispnea, bradicàrdia, i paràlisi central (bulbar i medul·lar).
- Reaccions adverses digestives (rarament): dispèpsia, gastritis, úlcera pèptica, restrenyiment.
- Reaccions adverses nervioses:
  - Excitabilitat, al·lucinacions.
  - En casos molt puntuals i associats a altes dosis, deliri.

- Interacció: Aquest medicament impedeix l'absorció de vitamines del grup B.

## Usos medicinals

### Indicacions
Tradicionalment s'han utilitzat per al tractament d'hemorràgies, diarrees agudes bacterianes, diarrea del viatger, gastritis, úlcera pèptica, discinèsia biliar, litiasi biliar, colelitiasi. Per via tòpica també s'ha utilitzat per al tractament de glaucoma i altres infeccions oftalmològiques, conjuntivitis i lesions cutànies i cremades (hemorràgies postpart, metrorràgia, menorràgia; varices, hemorroides, úlceres varicoses). 

### Contraindicacions[calcitació]
- Embaràs: la hidrastis pot induir parts prematurs o avortaments degut als alcaloides isoquinoleínics, que poden produir contraccions de la musculatura uterina.
- Lactància: es recomana suspendre la lactància materna o evitar l'administració d'aquesta droga. La hidrastis presenta alcaloides que poden accedir a la llet materna i produir efectes adversos al lactant.
- Nens: en general, les drogues amb alcaloides no haurien d'utilitzar-se en nens perquè poden produir reaccions adverses.
- Trastorns tensionals degut a la presència d'alcaloides.
- Dèficit enzimàtic de glucosa-6-fosfat deshidrogenasa: pot produir crisis hemolítiques.